# Pero Sessé II
Pero Sessé II (? - ?) va ser un cavaller del llinatge aragonès dels Sessé. Del llinatge aragonès dels Sessé. Es desconeixen dades sobre el seu matrimoni i descendents. Fou Justícia d'Aragó del 1188 al 1208.
| Pero Sessé II Llinatge de Sessé |                                                            |                                     |
| Càrrec de govern                |                                                            |                                     |
| Precedit per: Esteban           | Justícia d'Aragó (Llista de justícies d'Aragó) (1188-1208) | Succeït per: Pero Pérez de Tarazona |